# Paralerodes albosparsatus
Paralerodes albosparsatus är en fjärilsart som beskrevs av Sir George Hamilton Kenrick 1914. Paralerodes albosparsatus ingår i släktet Paralerodes och familjen tandspinnare. Inga underarter finns listade i Catalogue of Life.